# Ladri di saponette
Ladri di saponette è un film del 1989 diretto da Maurizio Nichetti.

## Trama
Il regista sta presentando alla televisione un suo nuovo film, di ispirazione neorealistica, che narra delle disavventure di una famiglia operaia durante il secondo dopoguerra, con un chiaro riferimento alla trama di Ladri di biciclette (tanto che i nomi dei personaggi principali coincidono). Un improvviso black out nello studio televisivo porterà i personaggi della pubblicità e, poi, lo stesso regista dentro il film, con uno stravolgimento della trama che si era fino ad allora sviluppata.

## Riprese
Le riprese si sono svolte a Milano in 38 giorni tra il 19 settembre e il 12 novembre 1988.

## Citazioni
Durante lo spazio pubblicitario viene proiettato lo spot della bevanda gasata tormentone del film del 1980, sempre di Nichetti, Ho fatto splash.

## Riconoscimenti
- 1989 - Festival cinematografico internazionale di Mosca
  - San Giorgio d'oro
- 1989 - Nastro d'argento
  - Miglior soggetto (Maurizio Nichetti)
  - 1989 - Globo d'oro